# Prionostemma (Opiliones)
Cet article concerne le genre d'opilions. Pour le genre de plante, voir Prionostemma.
Genre
Synonymes
- Prionomma Loman, 1902 nec White 1853

Prionostemma est un genre d'opilions eupnois de la famille des Sclerosomatidae.

## Distribution
Les espèces de ce genre se rencontrent en Amérique.

## Liste des espèces
Selon World Catalogue of Opiliones (13/05/2021) :
- Prionostemma albimanum Roewer, 1912
- Prionostemma albipalpe (Banks, 1898)
- Prionostemma albofasciatum (Pickard-Cambridge, 1905)
- Prionostemma andinum Roewer, 1953
- Prionostemma arredoresium Roewer, 1953
- Prionostemma atrorubrum Roewer, 1912
- Prionostemma aureolituratum Roewer, 1953
- Prionostemma aureomaculatum Soares, 1970
- Prionostemma aureopictum Roewer, 1953
- Prionostemma aureum Roewer, 1928
- Prionostemma azulanum Roewer, 1953
- Prionostemma bicolor Pocock, 1903
- Prionostemma bicoloripes Roewer, 1933
- Prionostemma bidens Roewer, 1953
- Prionostemma biolleyi (Banks, 1909)
- Prionostemma bogotanum Roewer, 1953
- Prionostemma boliviense Roewer, 1953
- Prionostemma bryantae Roewer, 1953
- Prionostemma chilense Roewer, 1953
- Prionostemma circulatum Roewer, 1914
- Prionostemma coriaceum (Pickard-Cambridge, 1905)
- Prionostemma coronatum (Loman, 1902)
- Prionostemma corrugatum Roewer, 1953
- Prionostemma coxale (Banks, 1909)
- Prionostemma crosbyi Roewer, 1953
- Prionostemma cubanum Roewer, 1953
- Prionostemma dentatum Roewer, 1910
- Prionostemma duplex Chamberlin, 1925
- Prionostemma efficiens Roewer, 1953
- Prionostemma elegans Roewer, 1953
- Prionostemma farinosum Mello-Leitão, 1938
- Prionostemma ferrugineum Roewer, 1953
- Prionostemma festae Roewer, 1925
- Prionostemma fichteri Goodnight & Goodnight, 1947
- Prionostemma flavicoxale Roewer, 1953
- Prionostemma foveolatum (Pickard-Cambridge, 1905)
- Prionostemma frizzellae Roewer, 1953
- Prionostemma frontale (Banks, 1909)
- Prionostemma fuliginosum Roewer, 1953
- Prionostemma fulvibrunneum Roewer, 1953
- Prionostemma fulvum (Pickard-Cambridge, 1905)
- Prionostemma fuscomaculatum Goodnight & Goodnight, 1947
- Prionostemma genufuscum Roewer, 1910
- Prionostemma glieschi Mello-Leitão, 1938
- Prionostemma hondurasium Roewer, 1953
- Prionostemma insculptum Pocock, 1903
- Prionostemma insulare Roewer, 1953
- Prionostemma intermedium (Banks, 1909)
- Prionostemma laterale (Banks, 1909)
- Prionostemma leucostephanon Mello-Leitão, 1938
- Prionostemma limbatum Roewer, 1953
- Prionostemma limitatum Roewer, 1953
- Prionostemma lindenbergi Mello-Leitão, 1938
- Prionostemma lubeca Goodnight & Goodnight, 1946
- Prionostemma luteoscutum Roewer, 1910
- Prionostemma machadoi Piza, 1946
- Prionostemma magnificum Roewer, 1953
- Prionostemma martiniqueum Roewer, 1953
- Prionostemma mediobrunneum Roewer, 1953
- Prionostemma melicum Roewer, 1953
- Prionostemma melloleitaoi Caporiacco, 1947
- Prionostemma mentiens Roewer, 1953
- Prionostemma minimum Roewer, 1910
- Prionostemma minutum Roewer, 1953
- Prionostemma montanum Roewer, 1953
- Prionostemma nevermanni Roewer, 1933
- Prionostemma nigranale Roewer, 1953
- Prionostemma nigrifrons Roewer, 1953
- Prionostemma nigrithorax Roewer, 1953
- Prionostemma nigrum Roewer, 1910
- Prionostemma nitens Roewer, 1953
- Prionostemma panama Goodnight & Goodnight, 1942
- Prionostemma perlucidum Roewer, 1910
- Prionostemma peruvianum Roewer, 1953
- Prionostemma piceum Roewer, 1953
- Prionostemma pulchrum Goodnight & Goodnight, 1942
- Prionostemma referens Roewer, 1953
- Prionostemma reticulatum Roewer, 1910
- Prionostemma retusum Roewer, 1953
- Prionostemma richteri Roewer, 1953
- Prionostemma riveti Roewer, 1914
- Prionostemma ruschii Mello-Leitão, 1940
- Prionostemma scintillans Pocock, 1903
- Prionostemma seriatum Roewer, 1953
- Prionostemma serrulatum Roewer, 1953
- Prionostemma simplex Chamberlin, 1925
- Prionostemma soaresi Caporiacco, 1951
- Prionostemma sociale Roewer, 1957
- Prionostemma spinituber Roewer, 1953
- Prionostemma splendens Roewer, 1953
- Prionostemma sulfureum Roewer, 1953
- Prionostemma surinamense Roewer, 1953
- Prionostemma taeniatum Roewer, 1953
- Prionostemma tekoma Goodnight & Goodnight, 1947
- Prionostemma transversale Roewer, 1953
- Prionostemma tristani (Banks, 1909)
- Prionostemma turki Roewer, 1953
- Prionostemma u-sigillatum Mello-Leitão, 1938
- Prionostemma umbrosum Roewer, 1953
- Prionostemma victoriae Goodnight & Goodnight, 1946
- Prionostemma vittatum Roewer, 1910
- Prionostemma wagneri Goodnight & Goodnight, 1944
- Prionostemma waltei Roewer, 1953
- Prionostemma yungarum Ringuelet, 1962
- Prionostemma zilchi Roewer, 1956

## Publications originales
- Pocock, 1903 : « Fifteen new species and two new genera of tropical southern Opiliones. » Annals and Magazine of Natural History, sér. 7, vol. 11, p. 433–450 (texte intégral).
- Loman, 1902 : « Neue aussereuropäische Opilioniden. » Zoologische Jahrbücher, Abteilung für Systematik, Ökologie und Geographie der Tiere, vol. 16, no 2, p. 163–216 (texte intégral).